# تلکام آرژانتین
تلکام آرژانتین (به انگلیسی: Telecom Argentina) شرکت تلفن آرژانتینی است، که دفتر مرکزی آن در شهر بوئنوس آیرس قرار دارد و مالک اصلی آن شرکت تلکام ایتالیا می‌باشد. شرکت تلکام آرژانتین در سال ۱۹۹۰ توسط فرانس تلکوم تأسیس شد.
خدمات این شرکت عمدتأ در شمال آرژانتین متمرکز بوده و بازار مخابرات جنوب این کشور نیز در اختیار شرکت تلفونیکا می‌باشد. شرکت تلکام آرژانتین در زمینه ارائه خدمات تلفن ثابت، تلفن همراه و رساننده خدمات اینترنتی فعالیت می‌نماید.